# Theodor Oberthür
Theodor Oberthür (* 13. Februar 1891 in Effelder; † 22. März 1966 in Braunschweig) war ein niedersächsischer Politiker (CDU) und Mitglied des Ernannten Niedersächsischen Landtages.
Oberthür war gelernter Malermeister. Er wurde Mitglied des ernannten Niedersächsischen Landtages vom 9. Dezember 1946 bis 28. März 1947. 